# Silene morrisonmontana
Silene morrisonmontana là loài thực vật có hoa thuộc họ Cẩm chướng. Loài này được (Hayata) Ohwi & Ohashi miêu tả khoa học đầu tiên năm 1974.